# Баянгол (сомон, Уверхангай)
Баянгол (монг.: Баянгол) — сомон Уверхангайського аймаку, Монголія. Площа 3,542 тис. км², населення 5,1 тис. Центр сомону — селище Ширее лежить за 412 км від Улан-Батора, зау 83 км від міста Арвайхера.

## Рельєф
Рельєф з невисокими горами і степами, ґрунти степові коричневі, світло-коричневі, солончакові. Гори Іх Унегд (1785 м), Улаан Чих (1611 м), Маньтин Овоо (1552 м), Шар Хохойт, Улаан, Шар суваг, Пичин Хелтгий, Бор Хутул, Гуят, Ханангийн Зоо, Яст. Долини Хув Ургун зулег, Дагналтай, Цагаан Булан, Хуувур, Ширеет, Олон унур, Хуч, Таш гайн, Девсег, Девсегтийн Девсег, Хоймор, долина річки Онгийн. Найвища точка 1785 м, найнижча точка 1350 м — Біла Овоо. Річки Онги, Бургатай. Численні озера Булга, Цагаан, Зулегт, Олон, Хонхорин, Хууврийн.

## Клімат
Клімат різко континентальний, щорічні опади 150—200 мм, середня температура січня −15°—20°С, середня температура липня +18°—20°С.

## Корисні копалини
Багатий на плавиковий шпат, сіль, солончаки.

## Сільське господарство
280 тисяч голів худоби (2007 р.).

## Тваринний світ
Водяться дикі барани, дикі козли, джейрани, дикі степові кішки, вовки, лисиці, зайці а також куропатки, рябчики. Польова рослинність.

## Соціальна сфера
Є школа, лікарня, культурний і торговельно-обслуговуючі центри.